# Kabinett Steltzer II
Das Kabinett Steltzer II bildete vom 23. November 1946 bis zum 29. April 1947 die Landesregierung von Schleswig-Holstein. Die Bildung des Kabinetts erfolgte auf Anordnung des britischen Militärgouverneurs (Regional Commissioner) Hugh Vivian Champion de Crespigny. Durch die Vorläufige Verfassung von 1946 stand es de facto unter parlamentarischer Kontrolle.
| Amt                                    | Name                                                                                  | Partei | Partei |
| -------------------------------------- | ------------------------------------------------------------------------------------- | ------ | ------ |
| Ministerpräsident                      | Theodor Steltzer (1885–1967)                                                          |        | CDU    |
| Stellvertreter des Ministerpräsidenten | Hermann Lüdemann (1880–1959)                                                          |        | SPD    |
| Inneres                                | Hermann Lüdemann (1880–1959)                                                          |        | SPD    |
| Finanzen                               | Thomas Andresen (1897–1972)                                                           |        | CDU    |
| Wirtschaft                             | Bruno Diekmann (1897–1982)                                                            |        | SPD    |
| Ernährung und Landwirtschaft           | Hans Bundtzen (1883–1948)                                                             |        | CDU    |
| Volksbildung                           | Wilhelm Kuklinski (1892–1963)                                                         |        | SPD    |
| Volkswohlfahrt                         | Franz Ryba (1910–1987) bis 28. Februar 1947 Paul Pagel 1 (1894–1955) ab 28. März 1947 |        | CDU    |
| Gesundheitswesen                       | Kurt Pohle (1899–1961)                                                                |        | SPD    |
| Aufbau und Arbeit ab 2. Dezember 1946  | Erich Arp (1909–1999)                                                                 |        | SPD    |
| Justiz ab 2. Dezember 1946             | Gottfried Kuhnt (1884–1967)                                                           |        | CDU    |